# NGC 3834
NGC 3834 ist eine Spiralgalaxie vom Hubble-Typ S im Sternbild Löwe an der Ekliptik. Sie ist schätzungsweise 302 Mio. Lichtjahre von der Milchstraße entfernt und hat einen Durchmesser von etwa 125.000 Lj.
Im selben Himmelsareal befinden sich u. a. die Galaxien NGC 3827, NGC 3857, NGC 3859, NGC 3864.
Die Supernova SN 1968F wurde hier beobachtet.
Das Objekt wurde am 29. Dezember 1861 von dem Astronomen Heinrich Louis d’Arrest entdeckt.